# Оксапмин
Оксапмин (самоназвание — nuxule meŋ «наш язык») — трансновогвинейский язык, на котором говорят в одноимённом сельском местном органе власти в округе Телефомин в провинции Сандаун на западе Папуа — Новой Гвинеи, на границе с Республикой Индонезия, а также в провинциях Саутерн-Хайлендс и Западной.
В языке выделяется два диалекта. Базовый порядок слов — SOV (субъект-объект-глагол). Для письма используется латинский алфавит. В языке присутствует развитая система терминов родства, в которой различается до 27 уникальных терминов.

## Классификация
Оксапмин достаточно похож на иные языки окской группы языков, как отмечают некоторые специалисты, однако нет достаточных оснований, чтобы относить этот язык к окским. Лингвисты Стивен Вурм и Малькольм Росс выделяют оксапмин как отдельный язык в составе трансновогвинейской филы.
Лингвисты Лоунан и Федден причисляют оксапмин к окской группе языков, хотя признают, что язык несколько отличается от остальных окских языков.

## Современное положение

### Ареал и численность
По оценке 1991 года, на языке говорили 8000 человек. Распространён на западе Папуа — Новой Гвинеи, на границе с Индонезией: одноимённом сельском местном органе власти в округе Телефомин в провинции Сандаун, на юго-западной границе холмов Сепик; на территории между северным берегом реки Стрикленд и Сандаун в провинции Саутерн-Хайлендс; в сельском местном органе власти Олсобип в Западной провинции.

### Социолингвистические сведения
Изучается как второй язык другими народами, в том числе носителями хева. Процент грамотных носителей составляет 25 — 50 %.